# 迅捷弓背蚁显著亚种
迅捷弓背蚁显著亚种（学名：Camponotus festinus eximius）是迅捷弓背蚁的亚种之一，于1900年由埃梅里（Emery）描述。

英文叫：“impressive carpenter ant”。

## 分布与栖息
该亚种只分布于东南亚地区，包括马来西亚、新加坡、苏门答腊与婆罗洲。模式产地为印度尼西亚。

## 飼養
以下是飼養指南：

### 巢穴

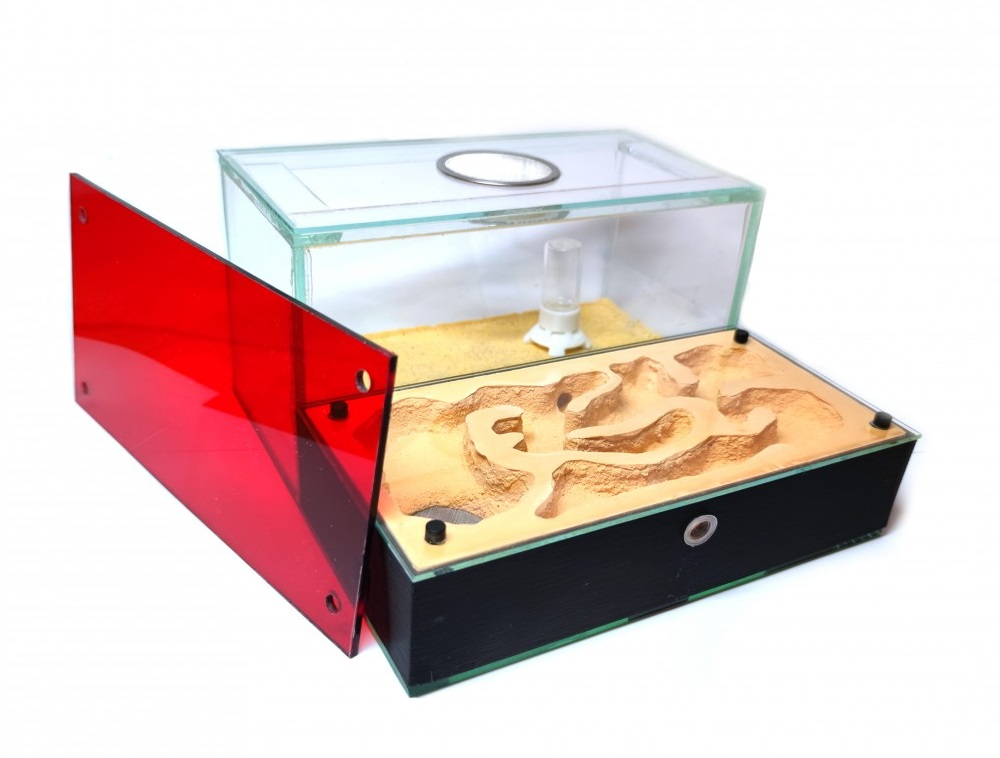
石膏平面巢（Formicarium ）

巢穴是重要的一个部分。可以选石膏巢或自行DIY。确保巢穴为牠们提供足够的空间来移动和建造它们错综复杂的隧道。巢不能比羣落大，应選擇大小正好或些許大过羣落的蚁巢。
巢穴內部的温溼度同样很重要。该物種的溫度建議在21-27°C（70-80°F），喜欢50%-70%的湿度水平。定期监测这些指數，以确保蚂蚁的最佳舒适環境。

### 食物
该物種是杂食性蚂蚁，饮食多样化。它们以蜂蜜、果汁和糖水等甜食为食，在肉食方面以昆虫和小型节肢动物等蛋白质来源为食。需要葷素搭配，确保營養均衡。定期清理未吃完的食物，以防食物發黴。
佈置一个小水盘或外置水塔，以确保羣落随时能获得水源。

## 分类
该亚种起初（1913）被Forel纳入了Myrmoturba亚属（该亚属现为細瘦亚属的異名）， 后来于1925年被埃梅里纳入了细瘦弓背蚁亚属（Tanaemyrmex）。

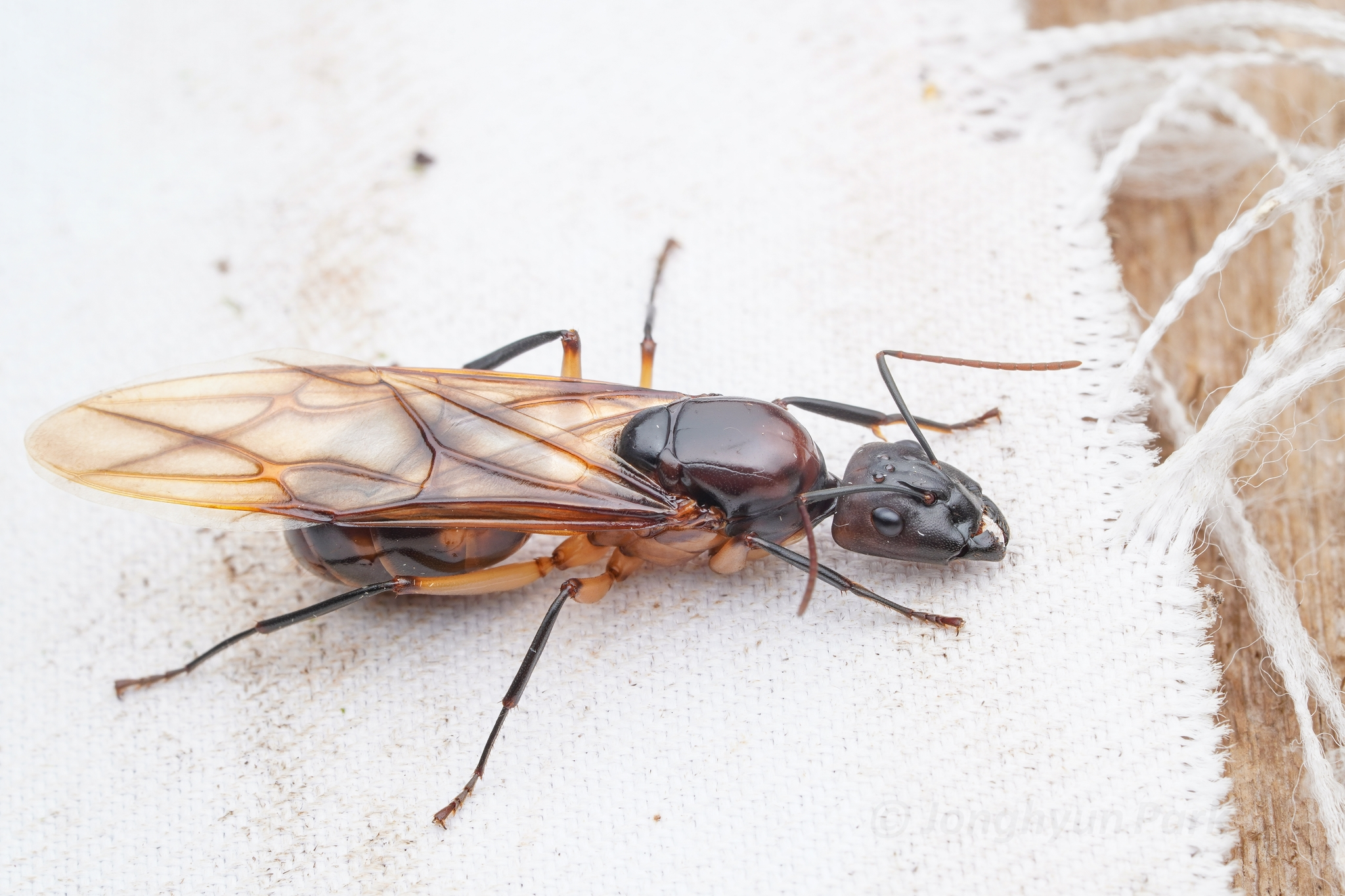
未脫翅的雌性繁殖蚁